# La Genevraie
La Genevraie is een plaats en voormalige gemeente in het Franse departement Orne in de regio Normandië en telt 102 inwoners (2009). De plaats maakt deel uit van het arrondissement Mortagne-au-Perche.

## Geschiedenis
La Genevraie is op 1 januari 2025 gefuseerd met de gemeenten Les Authieux-du-Puits, Godisson, Le Merlerault en Nonant-le-Pin tot de gemeente Merlerault-le-Pin.

## Geografie
De oppervlakte van La Genevraie bedraagt 13,1 km², de bevolkingsdichtheid is dus 7,8 inwoners per km².

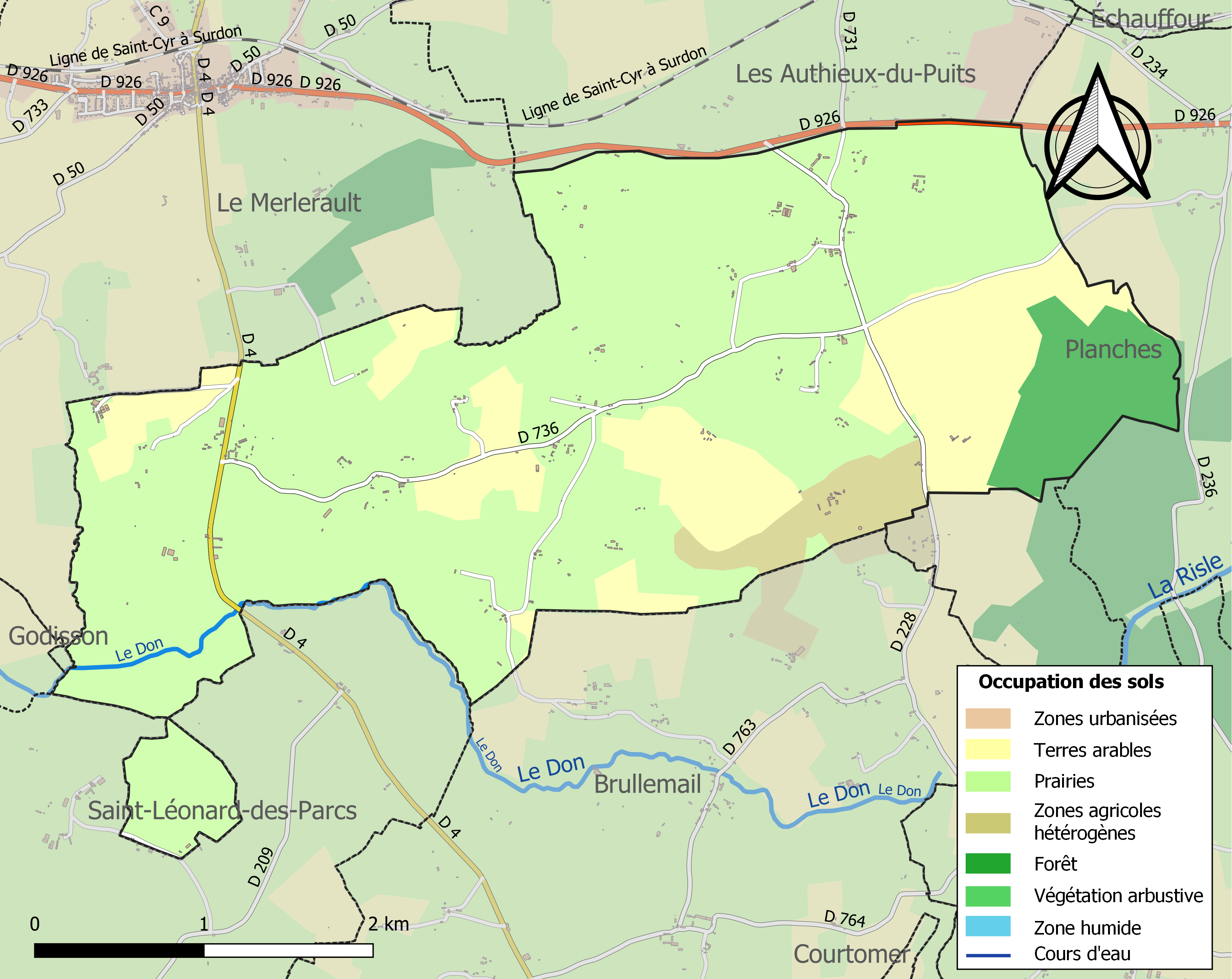
Kaart van de belangrijkste infrastructuur, bodemgebruik en omliggende gemeenten

## Demografie
Onderstaande figuur toont het verloop van het inwonertal (bron: INSEE-tellingen).
Les Authieux-du-Puits · La Genevraie · Godisson · Le Merlerault · Nonant-le-Pin